# Matty James
Matthew Lee James (Bacup, 22 juli 1991) is een Engels voetballer die doorgaans speelt als middenvelder. In oktober 2024 tekende hij voor Wrexham.

## Clubcarrière
James doorliep de jeugdopleiding van Manchester United, maar tot een debuut bij de club kwam het niet. In 2010 werd de middenvelder verhuurd aan Preston North End, waar hij achttien wedstrijden voor uitkwam. Na een korte terugkeer bij United sloot James zich opnieuw aan bij Preston, toen hij op 2 juli weer verhuurd werd. Alex Ferguson riep hem, samen met de eveneens verhuurde Ritchie De Laet en Joshua King, echter terug naar United, waardoor de tweede verhuurperiode niet langer duurde dan een half jaar.
Op 15 mei 2012 werden James en De Laet verkocht aan Leicester City, waar ze beiden voor drie jaar tekenden. Hij won in mei 2016 met Leicester City de Premier League. Het was het eerste landskampioenschap in het bestaan van de club. In januari 2017 werd James voor een halfjaar verhuurd aan Barnsley. In 2020 volgde een tweede verhuurperiode aan Barnsley.
Na een verhuurperiode bij Coventry City stapte James in juli 2021 transfervrij over naar Bristol City. Deze club verliet hij in juli 2024 om bijna vier maanden later samen met Jón Daði Böðvarsson tot het einde van het kalenderjaar voor Wrexham te tekenen. Binnen twee maanden werd zijn contract verlengd tot medio 2026.

## Erelijst
| Championship   | 1 | 2013/14 |
| Premier League | 1 | 2015/16 |